# Smołdziny
Smołdziny [pronunciación en polaco: /smɔu̯ˈd͡ʑinɨ/] es un pueblo en el distrito administrativo de Gmina Lipnica, dentro del condado de Bytów, Voivodato de Pomerania, en el norte de Polonia. Se encuentra aproximadamente 3 kilómetros al noreste de Lipnica, 15 kilómetros al sur de Bytów, y 88 kilómetros al suroeste de la capital regional, Gdańsk.
Para detalles de la historia de la región, véase Historia de Pomerania.
El pueblo tiene una población de 29 habitantes.